# Pleurospermum uralense
Pleurospermum uralense es una especie de planta de la familia de las apiáceas. No posee subespecies incluidas en el Catalogue of Life.
Es una planta perenne que mide unos 1.2 m de alto. Las flores que se encuentran en el extremo de un tallo que puede alcanzar 3 m de longitud, son blancas en forma de ramillete de pequeñas florecillas que abarca de 15 a 30 cm de diámetro. La floración es de junio a agosto. Los frutos miden de 6 a 7 mm de largo.
Su tallo se utiliza en la fabricación de un instrumento musical denominado quray.

## Taxonomía
La especie fue descrita por Georg Franz Hoffmann y publicado en Genera Plantarum Umbelliferarum 8. 1814.

## Distribución
La planta se desarrolla en Hokkaido y Honshu en Japón, Rusia, China, Mongolia, y Europa del Este.